# Euphyia chalusata
Euphyia chalusata là một loài bướm đêm trong họ Geometridae.